# Isidro Villanova
Isidro Villanova Abadía (n. Zaragoza, España; 11 de noviembre de 1965) es un exfutbolista español que se desempeñaba como defensa central.

## Trayectoria
Villanova se formó en las categorías inferiores del Real Zaragoza debutando con el primer equipo maño en el empate a uno frente al Sevilla F. C. en el Sánchez-Pizjuán de la mano de Manolo Villanova en la temporada 1987-1988, siendo titular las siguientes 5 jornadas. Desde ese momento fue habitual en los entrenamientos de la primera plantilla, aunque jugaba la mayoría de partidos con el Dep. Aragón.
En la temporada 1989-1990 pasó a ser jugador del Real Zaragoza donde permaneció dos temporadas siendo un jugador con rol secundario (34 partidos) para los distintos técnicos que pasaron por el banquillo: Radomir Antić (89-90), Ildo Maneiro y Víctor Fernández (90-91).
Ante la falta de oportunidades en el conjunto maño Villanova fichó por otro equipo de la 1.ª División, el C.D. Logroñés. Jugó en  el viejo Las Gaunas 4 temporadas, aunque sólo fue titular asiduamente en la última temporada que coincidió con el descenso del equipo riojano a 2.ª División. El mérito de ser titular en la temporada del descenso radica en que fueron 5 entrenadores por el banquillo: Blagoje Paunović (1.ª-11.ª jornada), Fabri González (12.ª-14.ª jornada), José Augusto de Almeida (15.ª-22.ª jornada), Antonio Ruiz Cervilla (23.ª-34.ª jornada) y Rubén Galilea Blasco (34.ª-38.ª jornada).
El descenso significó un renovación de la plantilla que obligó a Villanova a buscar otro equipo. Su destino finalmente fue el Deportivo Alavés (2.ª División), que regresaba a la categoría tras 12 años de ausencia. En su primera temporada, quedando el Glorioso a las puertas de la promoción, formó una defensa titular veterana junto con jugadores fichados ese verano: Eloy Pérez García (Palamós C.F.), Javier Menéndez Cudi (Almería C.F.) y Albert Albesa (Real Valladolid C.F.). Su segunda temporada, y última temporada en activo, fue su mejor año como jugador disputando 34 partidos como titular, aunque el equipo no cumplió las expectativas al quedar en la 13.ª posición. Así en verano de 1997 abandonó su carrera como jugador.

## Clubes
| Club             | País   | Año       |
| ---------------- | ------ | --------- |
| Dep. Aragón      | España | 1986-1987 |
| Real Zaragoza    | España | 1987-1991 |
| C.D. Logroñés    | España | 1991-1995 |
| Deportivo Alavés | España | 1995-1997 |

## Vida posterior
Villanova es licenciado en Derecho por la Universidad de Zaragoza y ejerce el trabajo de abogado en su propio despacho, Villasport-Lex 2011. Ha seguido relacionado con el mundo del fútbol siendo comentarista de los partidos del Real Zaragoza en diferentes radios (Cadena COPE, Cadena SER...) y firmando artículos de opinión en diarios locales.
Durante el verano de 2013 su nombre se barajó como posible nuevo presidente del club maño bajo la propiedad de Agapito Iglesias, aunque finalmente no se concretó.